# Atheris matildae
Atheris matildae Menegon, Davenport & Howell, 2011 è un serpente velenoso della famiglia Viperidae endemico della Tanzania.

## Scoperta
La vipera è stata scoperta in alcuni frammenti isolati di foresta montana delle Southern Highlands durante una ricerca sul campo nel 2010-2011. Prende il nome da Matilda, figlia di Tim R. B. Davenport, uno dei tre scopritori della specie.

## Descrizione
Atheris matildae è morfologicamente simile ad Atheris ceratophora (Werner, 1896), una specie endemica dell'Eastern Arc; sono le uniche due specie ad avere squame a forma di corna poste sopra gli occhi. La colorazione è principalmente nera, con una linea dorso-laterale gialla a zig-zag. Le squame delle corna sopraorbitali sono gialle con le punte esterne nere. Gli occhi sono verde oliva.  

## Distribuzione e conservazione
Atheris matildae è stata trovata in pochi tratti di foresta montana delle Southern Highlands, ciò che rimane delle ampie foreste del passato. Per questo motivo le foreste delle Southern Highlands hanno un alto interesse biologico e Wildlife Conservation Society vi ha condotto diverse esplorazioni nell'ultimo decennio. Questa specie di vipera non è stata trovata in nessun'altra area, poiché probabilmente si tratta di una specie distribuita su una superficie molto ristretta (meno di 100 km²), con un habitat limitato a pochi frammenti di foresta. Sulla base delle linee guida dell'IUCN (IUCN 2010), la specie è stata proposta dagli scopritori come "In pericolo critico" (CR) B1b(i,ii,iii).